# Tournefortia acuminata
Espèce
Tournefortia acuminata est une espèce de plante de la famille des Boraginacées. Elle est endémique de l'île de La Réunion, département d'outre-mer français et région ultrapériphérique dans le sud-ouest de l'océan Indien.